# Phymosia rosea
Phymosia rosea là một loài thực vật có hoa trong họ Cẩm quỳ. Loài này được (DC.) Kearney miêu tả khoa học đầu tiên năm 1949.